# Onesia sinensis
Onesia sinensis este o specie de muște din genul Onesia, familia Calliphoridae, descrisă de Villeneuve în anul 1936. Conform Catalogue of Life specia Onesia sinensis nu are subspecii cunoscute.